# Eupithecia designata
Eupithecia designata là một loài bướm đêm trong họ Geometridae.